# Apen te koop
Apen te koop is het 137ste stripverhaal van Jommeke. De reeks wordt getekend door striptekenaar Jef Nys.

## Verhaal
Een aap uit Paradijseiland verstoort het dutje van Teofiel. De aap huilt tranen met tuiten. Er is duidelijk iets fout in Paradijseiland. Jommeke verzamelt zijn vrienden en raast met de vliegende bol naar hun geliefde eiland. Paradijseiland ligt er helemaal verlaten bij. Snel ontdekken Jommeke en zijn vrienden dat een criminele bende de apen heeft opgesloten om ze vervolgens te kunnen verkopen in het buitenland. Flip, de papegaai, vliegt op verkenning en loopt in de val van die laffe schoften. Het scheelt geen pluim of een van de dierenbeulen peuzelt hem op. Gelukkig heeft slimme Flip al voor hetere vuren gestaan.
Na enige tijd weten Jommeke en Filiberke de apen te bevrijden. Ook Mataboe schiet in actie om te helpen! Wanneer de dierenbeulen terugkeren op het eiland, worden ze verrast door een aanval met kokosnoten. De dierenbeulen slaan op de vlucht.
Tot slot besluit Mataboe op Paradijseiland te blijven wonen. Zo kan hij een oogje in het zeil houden. Jommeke en zijn vrienden keren huiswaarts.